# 랄프 슈미츠
랄프 슈미츠(Ralf Schmitz, 1974년 11월 3일 ~ )는 독일의 배우, 희극인, 작가이다.

## 출연 작품
- 꼬마돼지 베이브의 대모험 (2017)
- 빌리와 용감한 녀석들 3D (2010)
- 일곱 난장이 (2004)